# Joan C. Williams

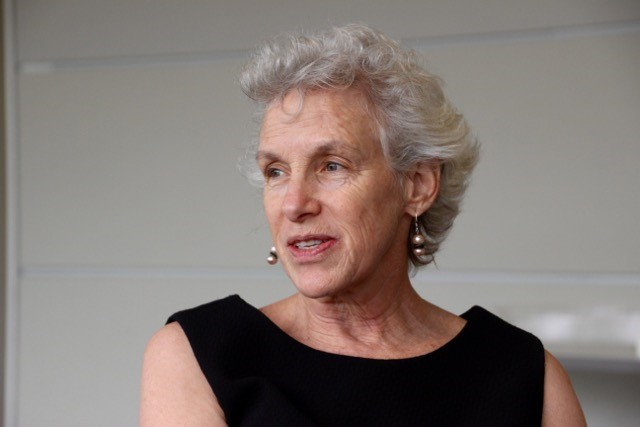
Joan C Williams (2016)

Joan C. Williams (geboren 1952) ist eine US-amerikanische Juristin und Geschlechterforscherin.

## Leben
Joan C. Williams stammt aus der wohlhabenden Oberschicht und wuchs in Princeton, New Jersey auf. Sie studierte an der Yale University (B.A.), am Massachusetts Institute of Technology (M.A) und erhielt einen J.D. an der Harvard Law School. Sie heiratete James X. Dempsey, der ebenfalls Jurist ist, sie haben die Tochter Rachel Dempsey. Ihr Schwiegervater war Industriemeister, und Williams lernte dadurch die Lebensbedingungen der amerikanischen weißen Arbeiterklasse kennen.
Williams ist Gründungsdirektorin des „Center for WorkLife Law“ in San Francisco. Sie lehrt Rechtswissenschaft an der University of California, Hastings College of the Law. Sie schreibt für Harvard Business Review, Huffington Post und Psychology Today. Williams forscht zu den Arbeitsbedingungen von Frauen, und ihre Arbeiten wurden vielfach ausgezeichnet.
Williams veröffentlichte 2016 nach dem Wahlsieg Donald Trumps im Harvard Business Review einen Essay über die Gründe von Angehörigen der weißen Arbeiterklasse (WWC), Trump zu wählen, der Beitrag wurde 3,2 Millionen Mal abgerufen. Williams betonte, dass die Politiker der Demokraten es versäumt hätten, die Würde (dignity) dieser Menschen zu respektieren.
2018 erhielt sie von der Universität Utrecht den Ehrendoktortitel.

## Schriften (Auswahl)
- White Working Class. Harvard Business Review Press, 2017
- Joan C. Williams: What So Many People Don't Get About the U.S. Working Class.  Harvard Business Review, 10. November 2016
- White Working Class: Overcoming Class Cluelessness in America. Boston Massachusetts : Harvard Business Review Press, 2017
- mit Rachel Dempsey: What works for women at work : four patterns working women need to know. New York : New York University Press, 2014
- The flexibility stigma, in: Journal of Social Issues, 2013, 2, S. 209–405
- Reshaping the work-family debate : why men and class matter. Cambridge, Mass. : Harvard University Press, 2010
- mit Cynthia Thomas Calvert: Solving the part-time puzzle : the law firm's guide to balanced hours. Washington, DC : National Association for Law Placement, 2004
- Unbending gender : why family and work conflict and what to do about it. Oxford : Oxford University Press, 2001